# Sobrenatural (álbum)
Sobrenatural é o segundo álbum de estúdio do cantor mineiro André Valadão, lançado em março de 2008 e gravado em dezembro do ano anterior em Belo Horizonte. No disco, André Valadão continua a explorar o pop rock encontrado nos discos anteriores com mais intensidade.
O trabalho recebeu uma indicação ao Grammy Latino 2008 na categoria Melhor álbum cristão em língua Portuguesa, além de três indicações ao Troféu Talento de 2009, vencendo na categoria Melhor clipe com "Pela Fé".
| Críticas profissionais | Críticas profissionais |
| Avaliações da crítica  | Avaliações da crítica  |
| Fonte                  | Avaliação              |
| ---------------------- | ---------------------- |
| O Propagador           | [ 5 ]                  |
| Super Gospel           | (favorável)            |
| Casa Gospel            | (favorável)            |

## Faixas
1. "Amo o Senhor" (André Valadão) — 3:47
2. "Pela Fé" (André Valadão) — 3:38
3. "Não Posso Te Ver" (André Valadão) — 5:03
4. "Meu Socorro" (André Valadão) — 4:39
5. "Sobrenatural" (André Valadão) — 5:57
6. "Lugar de Oração" (Cassiane Valadão) — 3:37
7. "Tu És" (André Valadão) — 5:05
8. "Sou Filho Teu" (André Valadão) — 3:40
9. "Eu Vou" (André Valadão) — 3:22
10. "Cântico Novo" (André Valadão) — 3:38